# 贝尔纳代茨
贝尔纳代茨（法語：Bernadets，法語發音：[bɛʁnadɛts]）是法国大西洋比利牛斯省的一个市镇，位于该省东北部，属于波城区。

## 地理
贝尔纳代茨（43°22'32"N, 0°17'20"W）面积3.68 平方千米，位于法国新阿基坦大区大西洋比利牛斯省，该省份为法国东南部省份，涵盖了贝阿恩与北巴斯克，西临大西洋比斯開灣，北至朗德省，东北接热尔省，东临上比利牛斯省，南与西班牙接壤。
与贝尔纳代茨接壤的市镇（或旧市镇、城区）包括：巴兰克、伊盖尔-苏伊、莫科尔、圣阿尔穆、圣卡斯坦、圣雅姆。
贝尔纳代茨的时区为UTC+01:00、UTC+02:00（夏令时）。

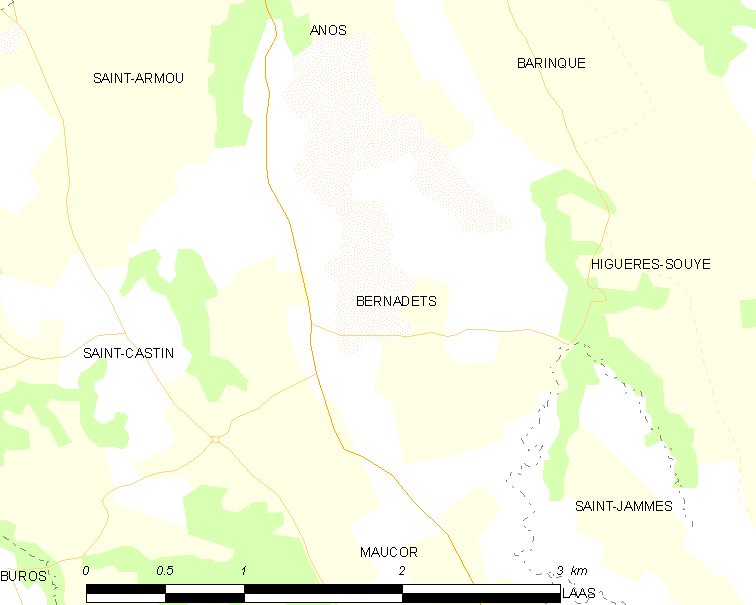
贝尔纳代茨的OSM定位图

## 行政
贝尔纳代茨的邮政编码为64160，INSEE市镇编码为64114。

## 政治
贝尔纳代茨所属的省级选区为莫尔拉斯与蒙塔内雷斯地区县。

## 人口

1962-2008年间贝尔纳代茨人口变化图示

贝尔纳代茨于2022年1月1日时的人口数量为587人。